# Carl Sinning
Carl Sinning (* 27. Februar 1850 in Dörnhagen (Landkreis Kassel); † 11. Juli 1923 ebenda) war ein deutscher Gutsbesitzer und Abgeordneter des Provinziallandtages der preußischen Provinz Hessen-Nassau.

## Leben
Carl Sinning wurde als Sohn des Gutsbesitzers und Abgeordneten Arnold Sinning und dessen Ehefrau Anna Martha Keim geboren. Er übernahm den elterlichen Gutshof und erhielt 1886 als Vertreter der höchstbesteuerten Grundbesitzer und Gewerbetreibenden der Kreise Hofgeismar und Kassel in indirekter Wahl ein Mandat für den Kurhessischen Kommunallandtag des Regierungsbezirks Kassel. Dieser bestimmte ihn aus seiner Mitte zum Abgeordneten des Provinziallandtages der Provinz Hessen-Nassau. Sinning war in verschiedenen Ausschüssen vertreten und blieb bis zum Jahre 1919 in den Parlamenten.
Sein Bruder Franz Arnold (1858–1902) war ebenfalls Abgeordneter des Provinziallandtages.

## Auszeichnungen
- Königlicher Ökonomierat